# Charlie Maddock
Charlie Maddock (Stoke-on-Trent, 15 de noviembre de 1995) es una deportista británica que compite en taekwondo. En los Juegos Europeos de Bakú 2015 consiguió una medalla de oro en la categoría de –49 kg.

## Palmarés internacional
| Juegos Europeos | Juegos Europeos   | Juegos Europeos | Juegos Europeos |
| Año             | Lugar             | Medalla         | Categoría       |
| --------------- | ----------------- | --------------- | --------------- |
| 2015            | Bakú (Azerbaiyán) | Medalla de oro  | –49 kg          |